# وورون (کریمه)
وورون (به لاتین: Voron) یک منطقهٔ مسکونی در اوکراین است که در شهرداری سوداک واقع شده‌است. وورون ۰٫۲۵ کیلومتر مربع مساحت و ۱۷۸ نفر جمعیت دارد و ۲۲۳ متر بالاتر از سطح دریا واقع شده‌است.